# The Party Never Ends
The Party Never Ends — пятый и последний студийный альбом американского рэпера Juice Wrld. Он был выпущен через Grade A Productions и Interscope Records 29 ноября 2024 года. В альбоме представлены гостевые выступления Ники Минаж, Бенни Бланко, Эминема, The Kid Laroi, Offset и Fall Out Boy. Производством занимались сами Эминем и Бенни Бланко, Cashmere Cat, SoundsBy8, Happy Perez, Ник Мира, DT, Boi-1da, Tommy Brown, Blake Slatkin, Charlie Handsome, Rex Kudo, Metro Boomin, Andrew Watt, Purps on the Beat и Zaytoven. Обложка альбома, выступая в качестве третьего посмертного проекта Juice Wrld, была разработана японским современным художником Такаши Мураками. Песня empty out your pockets была представлена на событии в видео игре Fortnite "Remix Finale".